# کوتا کاواسه
کوتا کاواسه (انگلیسی: Kota Kawase؛ زادهٔ ۸ نوامبر ۱۹۹۲) بازیکن فوتبال است.